# Brauhaus Hartmannsdorf

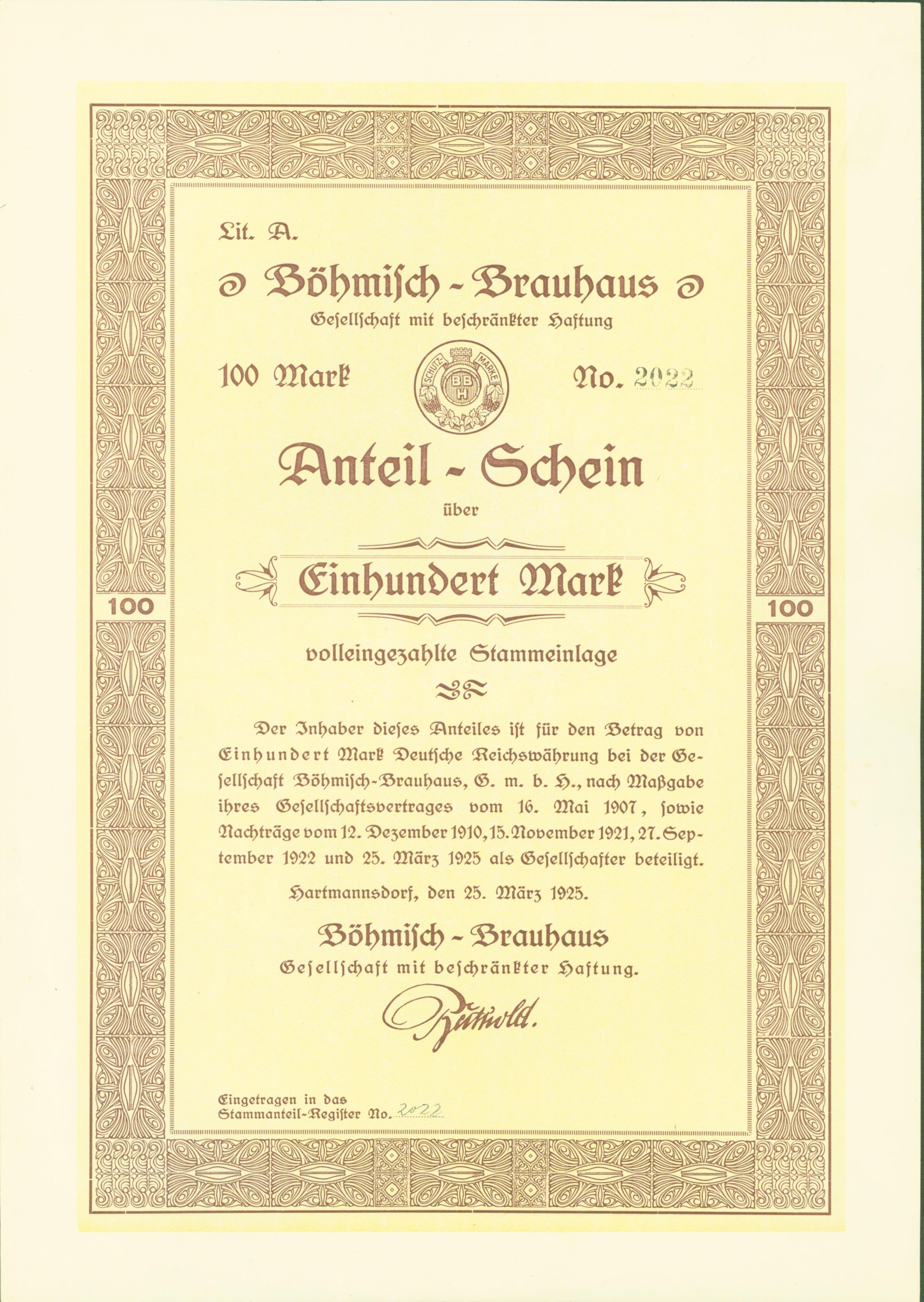
Anteil-Schein der Böhmisch-Brauhaus GmbH vom 25. März 1925

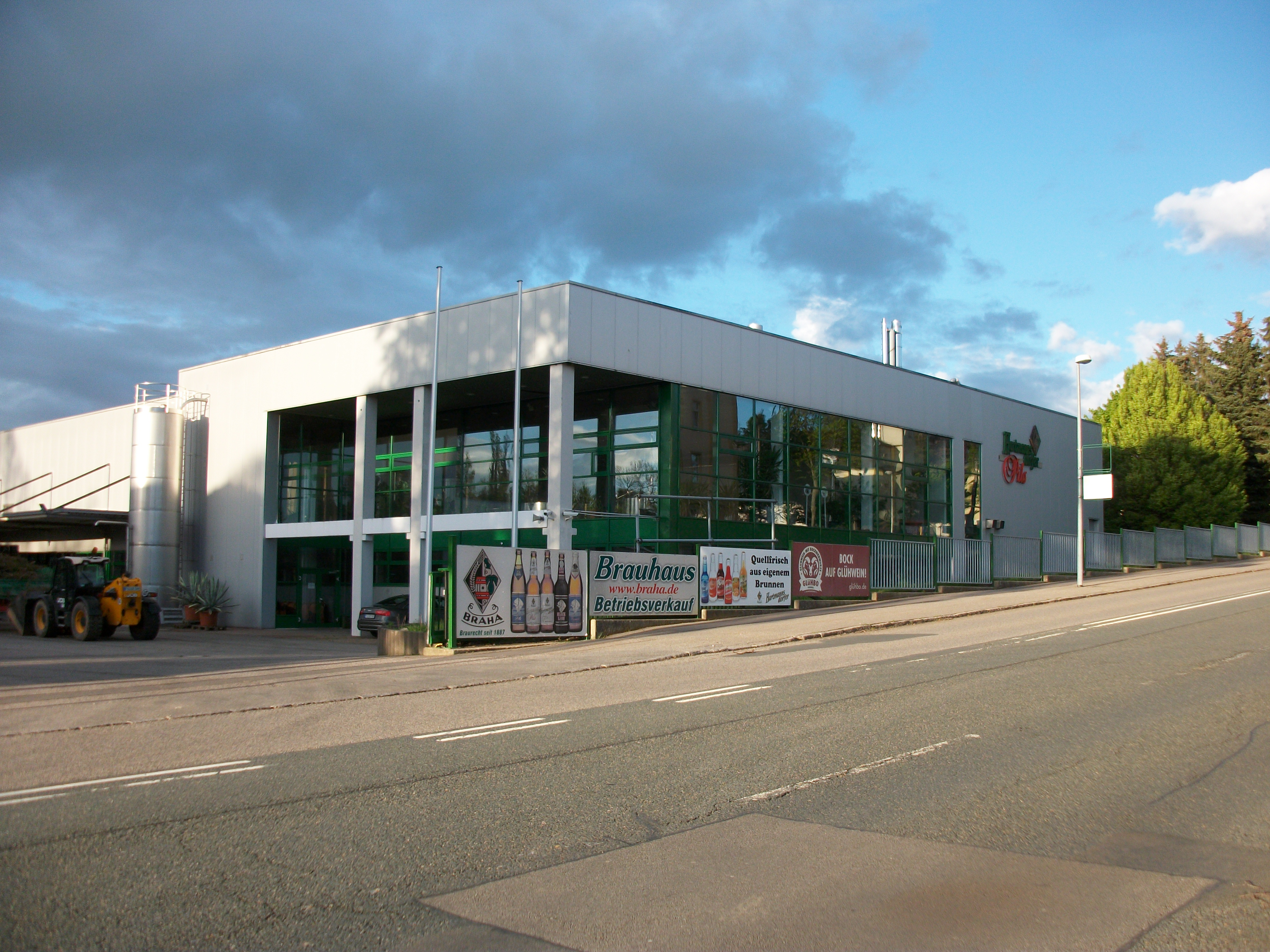
Brauhaus Hartmannsdorf (2021)

Die Brauhaus Hartmannsdorf GmbH (kurz: BRAHA) ist eine sächsische Brauerei mit Sitz in Hartmannsdorf (bei Chemnitz).

## Geschichte
Das Brauhaus wurde 1887 durch den Brauer Karl Puschmann gegründet. 1907 erfolgte die Umwandlung in die Böhmisch-Brauhaus GmbH. In der Zwischenkriegszeit erlebte die Brauerei mit dem Braumeister Oswald Berthold und mit der Biersorte „Hartmannsdorfer  Edelpilsner“ einen Aufschwung. 1958 wurde die Brauerei in Brauerei Hartmannsdorf Hoppe & Co KG und 1972 in VEB  Brauerei  Hartmannsdorf umfirmiert. Im Jahr 1987 wurden 107.000 Hektoliter Bier gebraut.
1994 bis 1996 wurde unter dem neuen Eigentümer Boon Rawd Brewery ein neues Brauhaus errichtet. Nach der Insolvenz 2003 folgte 2006 ein Neuanfang in der heutigen Form als Brauhaus Hartmannsdorf GmbH.

## Sorten
Die Brauerei bietet mit Stand April 2025 mehrere Bier- und Brausesorten sowie ein Mineralwasser an: